# Gary John Locke
Gary John Locke (Londra, 12 luglio 1954) è un ex calciatore inglese, di ruolo difensore.

## Carriera
Formatosi nel Chelsea, debutta il 30 settembre 1972 nella vittoria esterna dei Blues contro il Coventry City. Con il Chelsea giocherà 317 incontri ufficiali, segnando 4 reti.
Nel gennaio 1983 passa in prestito al Crystal Palace, che poi renderà definitivo il trasferimento.
Con il Crystal Palace totalizzerà centouno presenze nelle competizioni ufficiali.
Nel 1986 si trasferisce in Svezia per giocare nell'Halmstad che lascerà l'anno seguente per andare a giocare in Nuova Zelanda, prima al Napier City Rovers e poi al Waikato United, ove chiuderà la carriera agonistica.